# Consell Nacional Socialista de Nagalim
El Consell Nacional Socialista de Nagaland (NSCN) és un grup militant i separatista naga que opera principalment a la part nord-est de l'Índia, amb activitats menors al nord-oest de Myanmar. L'objectiu principal de l'organització és establir el país de Nagalim, un estat sobirà de Naga, que consistiria en totes les àrees habitades per tribus Naga al nord-est de l'Índia i al nord-oest de Myanmar. Malgrat el nom, el grup no avala la ideologia del "nacionalsocialisme", sinó l'objectiu nacionalista d'un estat sobirà Naga, combinat amb la seva creença en el socialisme. L'Índia afirma que la Xina i el Pakistan proporcionen suport financer i armament a la NSCN.
Hi ha dues faccions principals de la NSCN, NSCN-K, que era dirigida per SS Khaplang, i NSCN-IM, que era dirigida per Isak Chishi Swu i Thuingaleng Muivah. Les faccions més petites comprenen la resta de la NSCN. El 2015, en resposta a un atac a un comboi de l'exèrcit a Manipur, l'Índia va designar l'NSCN-K com a organització terrorista en virtut de la Llei de prevenció d'activitats il·legals. El Ministeri de l'Interior de l'Índia titlla NSCN com un grup insurgent important.